# Film d'exploitation
Le film d'exploitation est un type de film réalisé avec peu ou pas d'attention à la qualité et qui évite les dépenses des productions des films traditionnels, dans la perspective d'un bénéfice rapide.

## Définition et historique
« Des films faits avec peu ou pas d'attention à la qualité ni au mérite artistique mais dans la perspective d'un bénéfice rapide, habituellement par l'intermédiaire de techniques de vente sous pression et de promotion qui insistent sur l'aspect sensationnel du produit »

— Ephraim Katz (en), auteur de l'ouvrage The Film Encyclopedia.
Les films d'exploitation reposent le plus souvent sur un scénario basé sur les interdits et les tabous de la société, notamment le sexe, la violence, la drogue, la nudité, les monstres, le gore, les instincts de destruction et de rébellion et les mutilations. Des films de ce genre ont existé dès les débuts du cinéma et étaient populaires dans les années 1930 lors de l'introduction du Code Hays. Ils sont redevenus populaires dans les années 1960 avec l'affaiblissement des tabous cinématographiques aux États-Unis, au Canada et en Europe. Depuis les années 1990, ce genre a également suscité l'attention des cinéphiles, qui l'appellent parfois le « paracinéma » ou cinéma bis.
Souvent ils exploitent des évènements qui ont fait la une des journaux et restent dans la conscience à court terme du public mais qu'une grande société cinématographique rejetterait en raison du temps et des investissements nécessaires pour produire un film de qualité suffisante. Par exemple Child Bride (en) (1935) abordait le problème des hommes âgés épousant des femmes très jeunes dans la région des monts Ozark.
D'autres moyens comme l'utilisation de drogue dans des films comme Reefer Madness (1936) ont attiré un genre de public qu'une société cinématographique importante aurait écarté pour maintenir sa réputation et sa respectabilité. 
Plusieurs films ont été réalisés sur la guerre d'Hiver, la guerre de Corée et la guerre du Viêt Nam avant que les studios principaux s'y fussent intéressés. Quand, le 30 octobre 1938, la radiodiffusion de La Guerre des mondes d'Orson Welles par le Mercury Theatre eut choqué beaucoup d'Américains et fait la une des journaux, Universal Pictures sortit dès novembre de la même année dans sa série Flash Gordon's Trip to Mars (en) une production courte appelée Mars Attacks the World.
Quelques films de série B tournés avec un petit budget exploitent souvent les projets d'une société importante du fait qu'ils sont produits rapidement et peuvent tirer profit de la publicité de cette société pour acquérir de l'audience pour leur film, avec comme résultat que le concurrent plus riche mais plus lent voit ses résultats en baisse au box office. 
C'est ainsi qu’Edouard L. Alperson a produit Les Envahisseurs de la planète rouge (Invaders from Mars, 1953) de William Cameron Menzies pour battre dans les salles la version de La Guerre des mondes due à George Pal et produite par la prestigieuse Paramount Pictures. La Machine à explorer le temps (1960) de Pal a été elle aussi battue dans les salles par Le Voyageur de l'espace (Beyond the Time Barrier, 1960) d'Edgar George Ulmer, produit pour Robert Clarke.
C'est pourquoi beaucoup de studios, de producteurs et de vedettes gardent depuis leurs projets secrets.

### Grindhouse
Le terme grindhouse désigne des salles de cinéma spécialisées dans les films d'exploitation. Les grindhouse étaient connus pour leur diffusion continuelle de films de série B, souvent projetés en double programme (le « double feature ») : deux films, et souvent trois, étaient projetés l'un après l'autre. 
Au début des années 1960 et spécialement dans les années 1970, les films grindhouse étaient dominés par le sexe, la violence, le bizarre, le pervers et autres contenus tabous.
À la fin des années 1980, le marché de la vidéo les rend obsolètes ; au milieu des années 1990, ils ont complètement disparu des États-Unis.
Chez les cinéphiles cependant, un certain intérêt pour les films d'exploitation a survécu. En 2007 sort Grindhouse un double feature constitué de Planète Terreur et de Boulevard de la mort réalisés respectivement par Robert Rodriguez et Quentin Tarantino ; ces deux films contiennent beaucoup des éléments caractéristiques des films grindhouse et sont liés par des bandes-annonces fictives appartenant également au genre (sexploitation, slasher, etc.).

## Sous-genres
- Bikesploitation film avec des motos
- Blaxploitation (culture afro-américaine)
- Bruceploitation (film de kung-fu à petit budget de la fin des années 1970, profitant de la mort de Bruce Lee pour utiliser des sosies de l'acteur)
- Carsploitation
- Cat III (film ultra-violent Hong-kongais)
- Chambara (bataille de sabre japonais théâtralisée)
- Czechploitation (sexploitation tchèque)
- Eschploitation (film apocalyptique sur la fin du monde chrétien)
- Film de motards
- Film de cannibales
- Film de ninjas
- Giallo (thriller érotique italien)
- Gore (ou splatter)
- Hixploitation (film de redneck)
- Mexploitation (culture mexicaine)
- Mondo (documentaires)
- Nazisploitation (film de nazis, dont le plus connu est Ilsa, la louve des SS)
- Nonnesploitation (sexploitation mettant en scènes des nonnes)
- Ozploitation (cinéma d'exploitation australien)
- Pinku eiga (film érotique japonais)
- Pornochanchada (sexploitation brésilien)
- Rape and Revenge (vengeance de la victime ou de ses proches)
- Sexploitation (cinéma érotique)
- Sharksploitation (en)
- Shockexploitation (thèmes choquants)
- Slasher (tueur psychopathe tuant un groupe d'individus)
- Teensploitation (film sur les jeunes filles)
- Vigilante (film sur l'auto-justice et les justiciers)
- Western spaghetti (au début du genre)
- Women in prison

## Réalisateurs associés au genre
- Stephen C. Apostolof
- Dario Argento
- Mario Bava
- William « One Shot » Beaudine
- Uwe Boll
- Giovanni « Tinto » Brass
- John Carpenter
- Roger Corman
- Wes Craven
- Joe D'Amato
- Ruggero Deodato
- Don Dohler
- David E. Durston
- Dwain Esper
- Abel Ferrara
- Michael et Roberta Findlay
- Jess Franco
- Lucio Fulci
- Samuel Fuller
- William Girdler
- Frank Henenlotter
- Jack Hill
- Tobe Hooper
- Lloyd Kaufman
- Harmony Korine
- José Ramón Larraz
- Umberto Lenzi
- Herschell Gordon Lewis
- Bruno Mattei
- Radley Metzger
- Russ Meyer
- Takashi Miike
- Carl Monson
- Fred Olen Ray
- Ron Ormond (en)
- Melvin Van Peebles
- Robert Rodriguez
- Jean Rollin
- Stephanie Rothman
- George A. Romero
- Eli Roth
- Lindsay Shonteff
- Lloyd A. Simandl
- Juan Piquer Simón
- Jack Smith
- Ray Dennis Steckler
- Quentin Tarantino
- John Waters
- Sean Weathers (en)
- Doris Wishman
- Edward D. Wood, Jr.
- Jim Wynorski
- Rob Zombie
- Jesús Franco